# 1984 (livro)
Mil novecentos e oitenta e quatro (em inglês:  Nineteen Eighty-Four; também publicado como 1984) é um romance distópico do escritor inglês George Orwell. Foi publicado em 8 de junho de 1949 pela Secker & Warburg como o nono e último livro de Orwell concluído em vida. Tematicamente, centra-se nas consequências do totalitarismo, da vigilância em massa e da lavagem cerebral na sociedade. Orwell, um socialista democrático, modelou o Estado autoritário descrito no romance com base na União Soviética stalinista e na Alemanha Nazista. De forma mais ampla, o romance examina o papel da verdade e dos fatos nas sociedades e as formas como eles podem ser manipulados.
A história se passa em um futuro imaginado em um ano não especificado que se acredita ser 1984, quando grande parte do mundo está em um estado de guerra perpétua. A Grã-Bretanha, agora conhecida como Pista de Pouso Número 1, tornou-se uma província do superestado totalitário chamado Oceania, que é liderado pelo Grande Irmão, um líder ditatorial apoiado por um intenso culto à personalidade fabricado pela Polícia do Pensamento. O partido promove a vigilância governamental onipresente e, através do Ministério da Verdade, o negacionismo histórico e a propaganda estatal constante para perseguir a individualidade e o pensamento independente dos cidadãos.
Winston Smith, o protagonista da história, é um trabalhador mediano e aplicado do Ministério da Verdade, mas que secretamente odeia o partido e sonha com uma revolução. Smith também mantém um diário proibido e começa um relacionamento secreto com uma colega, Julia, com quem descobre sobre um obscuro grupo de resistência chamado Irmandade. No entanto, o contato deles dentro da Irmandade na verdade era um agente do partido e Smith e Julia acabam sendo presos. Ele é submetido a meses de manipulação psicológica e tortura pelo Ministério do Amor e é libertado assim que passa a amar o Grande Irmão.
Mil novecentos e oitenta e quatro tornou-se um exemplo literário clássico de ficção política e distópica. Também popularizou o termo "orwelliano" como adjetivo, com muitos termos usados no romance entrando em uso comum, incluindo "Grande Irmão", "duplipensar", "Polícia do Pensamento", "crime de pensamento", "Novilíngua" e "2 + 2 = 5". Paralelos foram traçados entre o tema do romance e exemplos da vida real de totalitarismo, vigilância em massa e violações da liberdade de expressão, entre outros temas. Orwell descreveu seu livro como uma "sátira" e uma exibição das "perversões às quais uma economia centralizada está sujeita", ao mesmo tempo que afirmou acreditar "que algo semelhante poderia acontecer" no mundo real. A Time Magazine incluiu a obra em sua lista dos 100 melhores romances em língua inglesa publicados de 1923 a 2005. O livro também foi incluído na lista dos 100 melhores romances da Modern Library, alcançando o número 13 na lista dos editores e número 6 na lista de leitores. Em 2003, foi listado em oitavo lugar na pesquisa The Big Read da BBC.

## Escrita e publicação

### Ideia
O Arquivo Orwell da University College London contém notas sem data sobre ideias que evoluíram até o livro 1984. Os cadernos foram considerados "improváveis de terem sido concluídos após janeiro de 1944" e "há uma forte suspeita de que parte dos materiais neles contidos remonte ao início da guerra".
Em 1948, Orwell afirma em uma carta ter "pensado no livro pela primeira vez em 1943", enquanto em outra diz que pensou em 1944 e cita a Conferência de Teerã, realizada no ano de 1943, como inspiração: "O que [o livro] realmente pretende é discutir as implicações de dividir o mundo em 'Zonas de Influência' (pensei nisso em 1944 como resultado da Conferência de Teerã), além de indicar, por meio de paródias, as implicações intelectuais do totalitarismo". Orwell viajou pela Áustria em maio de 1945 e, durante a viagem, observou manobras que, para ele, provavelmente levariam à separação das zonas de ocupação soviética e aliada.
Em janeiro de 1944, o professor de literatura Gleb Struve apresentou a Orwell o romance distópico Nós, de Evgeni Zamiatin, publicado em 1924. Orwell expressou interesse e disse a Struve que havia começado a esboçar ideias para uma obra desse tipo, "que pode ser escrita mais cedo ou mais tarde". Orwell  começou a escrever 1984 alguns meses após ter lido uma tradução francesa de Nós e ter escrito uma resenha da obra. Há registros de Orwell ter dito que "iria tomá-la como modelo para seu próximo romance". Na introdução à tradução em inglês de 1993, o tradutor Clarence Brown diz que, para Orwell e outros autores, Nós "parece ser 'a' experiência literária crucial".  Segundo Alex Shane, biógrafo de Zamiatin, "(…) não há como discutir a influência de Zamyatin em Orwell". Já o crítico Robert Russell, no livro Zamiatin's We, conclui que "1984 partilha tantas características com Nós que não pode haver dúvidas quanto à sua dívida geral com esta", embora haja alguns poucos críticos que consideram tais similaridades como "totalmente superficiais". Mais adiante, Russell observa que "o livro de Orwell é mais sombrio, esquemático e temático que o de Zamyatin, faltando-lhe o humor irônico que permeia a obra russa".
Em 1946, Orwell escreveu sobre o romance distópico Admirável Mundo Novo, de autoria de Aldous Huxley e publicado em 1931, em seu artigo "Liberdade e Felicidade" para a revista Tribune, onde notou as semelhanças com o livro Nós. A essa altura, Orwell já havia obtido sucesso comercial e de crítica com sua sátira política de 1945, Animal Farm, e se tornara conhecido. Decidiu então produzir a sua própria obra distópica.

### Escrita
Pouco antes do lançamento de Animal Farm, em uma reunião em junho de 1944 com Fredric Warburg, cofundador de sua editora britânica, a Secker & Warburg, Orwell anunciou que havia escrito as primeiras doze páginas de seu novo romance. No entanto, como ganhava a vida com jornalismo, previu que o livro não seria lançado antes de 1947. O progresso foi lento; no final de setembro de 1945, Orwell havia escrito por volta de 50 páginas. Orwell ficou desencantado com as restrições e pressões envolvidas na carreira de jornalismo e passou a detestar a vida urbana de Londres. Sua saúde também foi prejudicada, com o inverno rigoroso agravando seu caso de bronquiectasia e lesão em um pulmão.

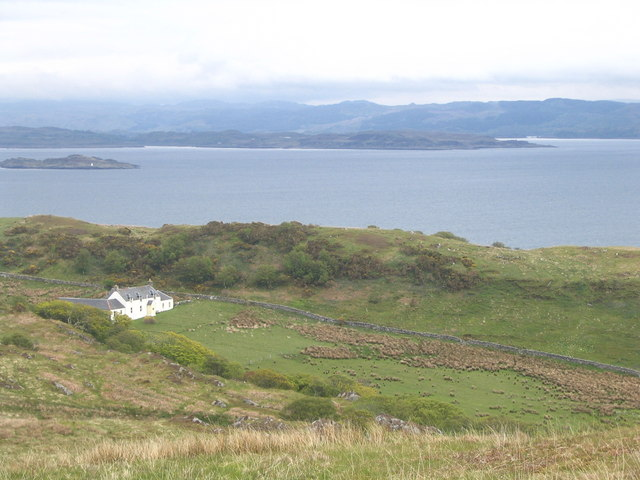
O romance foi concluído em Barnhill, Jura.

Em maio de 1946, Orwell chegou à ilha escocesa de Jura. Há vários anos que ele queria retirar-se para uma ilha do arquipelágo das Hébridas. David Astor recomendou que Orwell ficasse em Barnhill, uma quinta remota na ilha de Jura, que era propriedade da sua família. O local não tinha eletricidade nem água quente, mas foi lá que Orwell redigiu e terminou intermitentemente 1984. Sua primeira estada durou até outubro de 1946, período durante o qual ele fez pouco progresso nas poucas páginas já concluídas e, a certa altura, não trabalhou no livro durante três meses. Depois de passar o inverno em Londres, Orwell voltou para Jura; em maio de 1947, ele relatou a Warburg que, apesar do progresso ser lento e difícil, ele havia percorrido cerca de um terço do caminho. Ele enviou sua "bagunça horrível" de um primeiro rascunho do manuscrito para Londres, onde Miranda Christen se ofereceu para digitar uma versão limpa. Entretanto, a saúde de Orwell mudou em setembro e ele ficou confinado à cama por conta de uma inflamação nos pulmões. Ele perdeu cerca de 12,7 quilos e tinha suores noturnos recorrentes, mas decidiu não consultar um médico e continuou escrevendo. Em 7 de novembro de 1947, ele completou o primeiro rascunho na cama e posteriormente viajou para East Kilbride, perto de Glasgow, para tratamento médico no Hospital Hairmyres, onde um especialista confirmou um caso crônico e infeccioso de tuberculose.
No verão de 1948, Orwell recebeu alta médica e retornou para a ilha de Jura, onde produziu um segundo rascunho completo de 1984, que concluiu em novembro. Ele pediu a Warburg que alguém fosse a Barnhill e redigitasse o manuscrito, que estava tão caótico que a tarefa só era possível se Orwell estivesse presente, pois só ele poderia compreender o que estava escrito. O voluntário anterior havia deixado o país e nenhum outro foi encontrado, então um impaciente Orwell redigitou por si mesmo, a uma taxa de cerca de 4 mil palavras por dia, durante crises de febre e ataques de tosse com sangue. Em 4 de dezembro de 1948, Orwell enviou o manuscrito finalizado para Secker & Warburg e deixou Barnhill para sempre em janeiro de 1949. Ele se recuperou em um sanatório localizado em Cotswolds.

### Título
Pouco antes da conclusão do segundo rascunho, Orwell hesitou entre dois títulos para o seu romance: O Último Homem na Europa e Mil novecentos e oitenta e quatro. Warburg sugeriu a última opção, que considerou ser uma escolha comercialmente mais viável que a primeira. Há uma teoria – posta em dúvida por Dorian Lynskey (autor de um livro de 2019 sobre 1984) – de que o título foi escolhido simplesmente porque era uma inversão de 1948, ano em que o livro foi concluído por Orwell. Lynskey diz que a ideia foi "sugerida pela primeira vez pela editora estadunidense de Orwell" e também foi mencionada por Christopher Hitchens em sua introdução às edições de 2003 de Animal Farm e de 1984, onde ele também observa que a data pretendia dar "imediatismo e urgência à ameaça do regime totalitário". No entanto, Lynskey não acredita na teoria da inversão:
Os estudiosos levantaram outras possibilidades. [Sua esposa] Eileen escreveu um poema para o centenário de sua antiga escola chamado 'Fim do Século: 1984'. A sátira política de G. K. Chesterton de 1904, O Napoleão de Notting Hill, que zomba da arte da profecia, estreia em 1984. O ano também é uma data significativa em The Iron Heel. Mas todas essas conexões são expostas como meras coincidências pelos primeiros rascunhos do romance... Primeiro ele escreveu "1980", depois "1982" e só mais tarde "1984". A data mais fatídica na literatura foi uma emenda tardia."

### Publicação

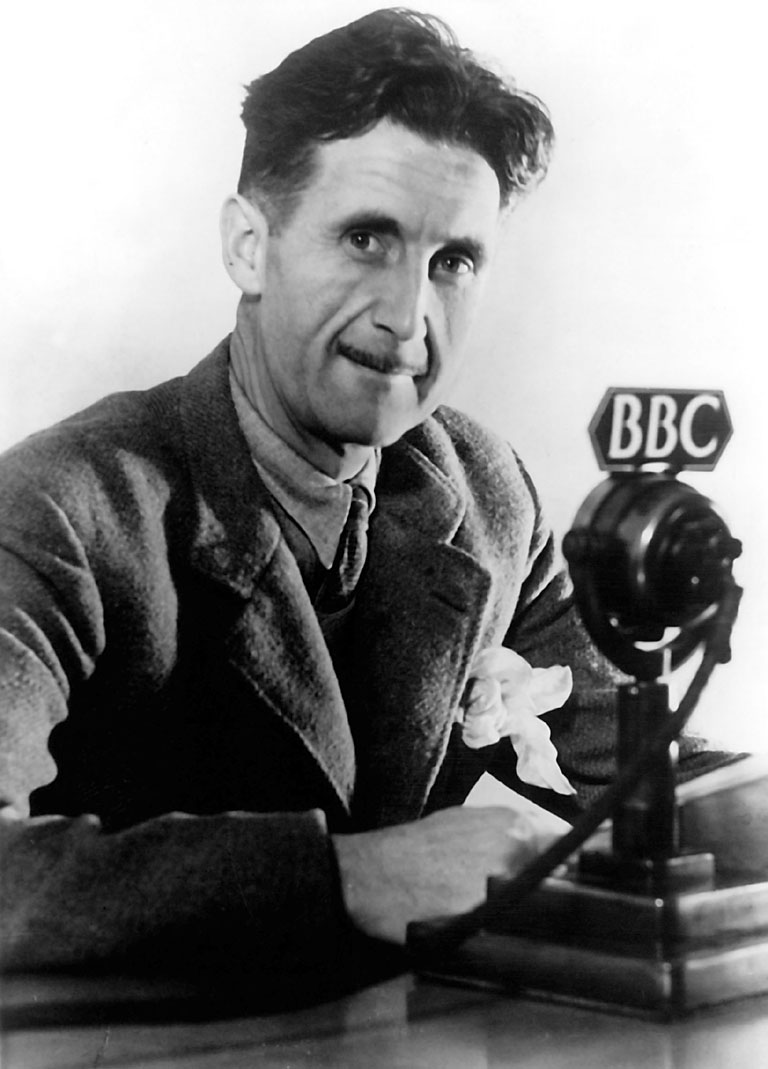
George Orwell na BBC em 1940

Antes da publicação, Orwell expressou desapontamento e classificou o romance como "um livro bestial", achando que teria feito algo melhor se não estivesse tão doente. Isto era típico de Orwell, que rejeitava seus outros livros pouco antes do lançamento. Mesmo assim, o livro foi recebido com entusiasmo por Secker & Warburg, que agiram rapidamente; antes de Orwell deixar Jura, ele rejeitou a sinopse proposta que retratava a obra como "thriller misturado com história de amor". Ele também recusou uma proposta do Clube Americano do Livro do Mês para lançar uma edição sem o apêndice e o capítulo do livro de Goldstein, uma decisão que Warburg alegou ter cortado cerca de 40 mil libras esterlinas em vendas.
1984 foi publicado em 8 de junho de 1949 no Reino Unido; Orwell previu ganhos de cerca de 500 libras. Uma primeira impressão de 25.575 cópias foi seguida por mais 5 mil cópias em março e agosto de 1950. O romance teve o impacto mais imediato nos Estados Unidos, após seu lançamento em 13 de junho de 1949 pela Harcourt Brace, &amp; Co. Uma impressão inicial de 20 mil cópias foi rapidamente seguida por outras 10 mil em 1º de julho e outra de mesmo número em 7 de setembro. Em 1970, mais de 8 milhões de cópias foram vendidas nos Estados Unidos e, no ano de 1984, o livro liderou a lista dos mais vendidos de todos os tempos do país.
Em junho de 1952, Sonia Bronwell, a viúva de Orwell, vendeu por 50 libras esterlinas o único manuscrito sobrevivente do livro em um leilão de caridade. O rascunho continua sendo o único manuscrito literário original sobrevivente de Orwell e atualmente está guardado na Biblioteca John Hay da Universidade Brown em Providence, Rhode Island, nos Estados Unidos.

## Enredo
Em 1984, a civilização global foi devastada pela guerra mundial, conflitos civis e revoluções. A Pista de Pouso Nº 1 (anteriormente conhecida como Grã-Bretanha) é uma das províncias da Oceania, um dos três superestados totalitários que governam o planeta e é governado pelo "Partido" sob a ideologia do "Ingsoc" (uma abreviação de "Socialismo Inglês" em novilíngua) e pelo misterioso líder Grande Irmão, que tem um intenso culto à personalidade. O partido expurga brutalmente qualquer pessoa que não esteja totalmente em conformidade com o seu regime, usando a Polícia do Pensamento e a vigilância constante através de teletelas (televisores bidirecionais), câmeras ocultas e microfones escondidos. Aqueles que caem em desgraça com o partido tornam-se “não-pessoas” e desaparecem, sendo que todas as provas da sua existência são destruídas.
Em Londres, Winston Smith é membro do Partido Exterior e trabalha no Ministério da Verdade, onde reescreve registros históricos para se adequar à versão estatal, que está em constante mudança. Winston revisa edições passadas do jornal britânico The Times, enquanto os documentos originais são destruídos após serem jogados em dutos conhecidos como buracos de memória, que levam a uma imensa fornalha onde são destruídos. Ele secretamente se opõe ao governo do partido e sonha com uma revolução, apesar de saber que já é um “criminoso do pensamento” e que provavelmente será pego pelo partido um dia.
Enquanto está em um bairro proletário, ele conhece o Sr. Charrington, dono de uma loja de antiguidades onde compra um diário que usa para escrever críticas ao partido e ao Grande Irmão. Para sua consternação, quando visita um bairro proletário, descobre que seus moradores não têm consciência política. Enquanto trabalha no Ministério da Verdade, ele observa Julia, uma companheira de trabalho do ministério, que Winston suspeita ser uma espiã e por quem ele desenvolve um ódio intenso. Ele suspeita vagamente que seu superior no governo, um oficial do Partido Interno, O'Brien, faz parte de um enigmático movimento de resistência clandestino conhecido como Irmandade, formado pelo insultado rival político do Grande Irmão, Emmanuel Goldstein.
Um dia, Julia entrega a Winston um bilhete de amor e os dois começam um relacionamento secreto. Julia explica que também detesta o partido, mas Winston observa que ela é politicamente apática e desinteressada em derrubar o regime. Encontrando-se inicialmente em uma área rural, mais tarde eles passam a se encontrar em uma sala alugada no andar acima da loja do Sr. Charrington. Durante o romance com Julia, Winston se lembra do desaparecimento de sua família durante a guerra civil dos anos 1950 e do relacionamento tenso que mantinha com sua ex-esposa Katharine. Semanas depois, O'Brien convida Winston para visitar seu apartamento, onde ele se apresenta como membro da Irmandade e entrega uma cópia de A Teoria e Prática do Coletivismo Oligárquico, de Goldstein. Entretanto, durante o período conhecido como "Semana do Ódio", o inimigo internacional da Oceania muda subitamente da Eurásia para a Lestásia, o que passa quase despercebido pela população em geral. O Ministério convoca Winston para ajudar a fazer as revisões necessárias nos registros históricos. Winston e Julia leem partes do livro de Goldstein, onde é explicado como o partido mantém o poder absoluto, o verdadeiro significado dos seus slogans e o conceito de estado de guerra perpétua. No livro, Goldstein argumenta que é possível que o partido seja derrubado se os proletários se rebelarem contra ele. Winston, contudo, nunca tem a oportunidade de ler o capítulo que explica “porque” o Partido está motivado a se manter no poder.
Winston e Julia são capturados quando é revelado que o Sr. Charrington, na verdade, é um agente disfarçado da Polícia do Pensamento. O casal então é separado e preso no Ministério do Amor. O'Brien também se revela como um membro da Polícia do Pensamento e como parte de uma operação de bandeira falsa criada para capturar dissidentes políticos do partido. Ao longo de vários meses, Winston passa fome e é implacavelmente torturado até alinhar suas crenças com as do partido. O'Brien diz a Winston que ele nunca saberá se a Irmandade realmente existe e que o livro de Goldstein foi escrito por ele e outros membros do partido. Para a fase final da reeducação, O'Brien leva Winston à Sala 101, que contém o pior medo de cada prisioneiro. Ao ter sua cabeça presa em uma gaiola cheia de ratos, Winston denuncia Julia e jura lealdade ao partido.
Winston é libertado para a vida pública e continua a frequentar o café Chestnut Tree. Ele encontra Julia e ambos revelam que se traíram mutuamente e que não estão mais apaixonados um pelo outro. De volta ao café, um alerta de notícias celebra uma suposta vitória massiva da Oceania contra os exércitos da Eurásia na África. Winston finalmente aceita que ama o Grande Irmão.

## Personagens

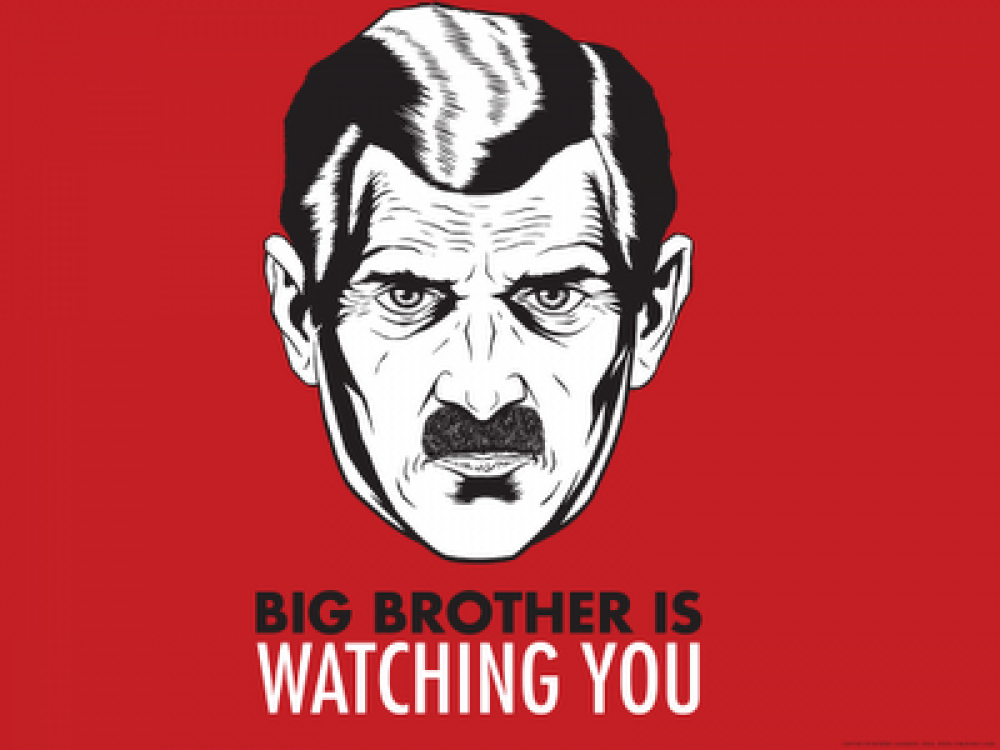
Representação artística do Grande Irmão com característica de Josef Stalin e Adolf Hitler

### Principais
- Winston Smith – O protagonista de 39 anos de idade que é descrito como um homem comum fleumático que nutre pensamentos a favor de uma rebelião e que está curioso sobre o poder do partido e o passado antes da revolução.[42]
- Júlia – Amante de Winston que defende publicamente a doutrina do partido como membro da fanática Liga Anti-Sexo, mas gosta de pequenos atos de rebelião, apesar de não ter interesse em desistir de seu estilo de vida.[42]
- O'Brien – Um personagem misterioso, O'Brien é um membro do Partido Interno que se passa por membro da organização chamada Irmandade, a resistência contrarrevolucionária, para capturar Winston. É um espião cujo objetivo é enganar, prender e capturar Winston e Julia.[42]

### Secundários
- Aaronson, Jones e Rutherford – Ex-membros do Partido Interno de quem Winston lembra vagamente como líderes originais da revolução, muito antes de ter ouvido falar do Grande Irmão. Eles confessaram conspirações de traição com potências estrangeiras e foram executados nos expurgos políticos ocorridos nos anos 1960. No período entre as confissões e as execuções, Winston os viu bebendo no Café Chestnut Tree – com o nariz quebrado, sugerindo que suas confissões foram obtidas através de tortura. Mais tarde, no decorrer de seu trabalho editorial, Winston vê evidências de jornais contradizendo suas confissões, mas as deixa cair em um buraco de memória. Onze anos depois, ele é confrontado com a mesma fotografia durante o interrogatório.
- Ampleforth – Ex-colega de Winston no Departamento de Registros que foi preso por deixar a palavra "Deus" em um poema de Rudyard Kipling porque não conseguiu encontrar outra rima para uma palavra;[43] Winston o encontra no Ministério do Amor. Ampleforth é um sonhador e intelectual que tem prazer no seu trabalho e respeita a poesia e a linguagem, características que desagradam o partido.[42]
- Charrington – Um oficial disfarçado da Polícia do Pensamento que se passa por um negociante de antiguidades gentil e simpático entre os proletários.[42]
- Katharine Smith – A esposa apática de quem Winston "não consegue se livrar". Apesar de não gostar de relações sexuais, Katharine casou-se com Winston porque era seu "dever para com o partido". Eles se separaram porque o casal não conseguia conceber filhos. Apesar do divórcio não ser permitido, os casais que não podem ter filhos podem viver separados. Durante grande parte da história, Winston vive com uma vaga esperança de que Katharine possa morrer para que ele possa se casar com Julia. Ele se arrepende de não tê-la matado, empurrando-a para fora de uma pedreira, quando teve a chance, muitos anos antes.[42]
- Tom Parsons – O vizinho ingênuo de Winston e um membro ideal do Partido Externo: um homem sem instrução e sugestionável que é totalmente leal ao partido e acredita plenamente na sua imagem perfeita. É socialmente ativo e participa das atividades partidárias para sua classe social. É amigável com Smith e, apesar de sua conformidade política, pune seu filho intimidador por disparar uma catapulta contra Winston. Mais tarde, como prisioneiro, Winston vê que Parsons está preso no Ministério do Amor, pois sua filha o denunciou à Polícia do Pensamento, dizendo que o ouviu falar contra o Grande Irmão durante o sono. Mesmo isto não diminui a sua crença no partido e ele afirma que poderia fazer um "bom trabalho" nos campos de trabalhos forçados.[42]
- Sra. Parsons – A esposa de Parsons é uma mulher pálida e infeliz que se sente intimidada pelos próprios filhos.
  - Os filhos dos Parsons – Um filho de nove anos e uma filha de sete de idade. Ambos são membros de uma organização juvenil que doutrina crianças com os ideais do partido e as treina para denunciar quaisquer suspeitas de rebelião. Representam a nova geração de cidadãos da Oceania, sem memória da vida antes do Grande Irmão e sem laços familiares ou sentimentos afetivos; o modelo de sociedade idealizado pelo Partido Interno.[42]
- Syme – Colega de Winston no Ministério da Verdade, um lexicógrafo envolvido na compilação de uma nova edição do dicionário da novilíngua. Embora esteja entusiasmado com seu trabalho e apoie o partido, Winston observa: "Ele é muito inteligente. Ele vê com muita clareza e fala com muita clareza". Winston prevê, corretamente, que Syme se tornará uma não-pessoa.[42]

Além disso, os seguintes personagens mencionados no romance desempenham um papel significativo na construção do mundo de 1984. Se eles são reais ou invenções da propaganda do partido é algo que nem Winston nem o leitor estão autorizados a saber ao longo da história:
- Grande Irmão – O líder do partido que governa a Oceania por meio de um profundo culto à personalidade que se forma ao redor dele.[42]
- Emmanuel Goldstein – Uma antiga figura de liderança do Partido que se tornou o líder contrarrevolucionário da Irmandade e autor dolivro A Teoria e Prática do Coletivismo Oligárquico. Goldstein é o inimigo simbólico do Estado – o inimigo nacional que ideologicamente une o povo da Oceânia ao partido, especialmente durante os Dois Minutos de Ódio e outras formas de fomento do medo da população.[42]

## Temáticas

### Geopolítica

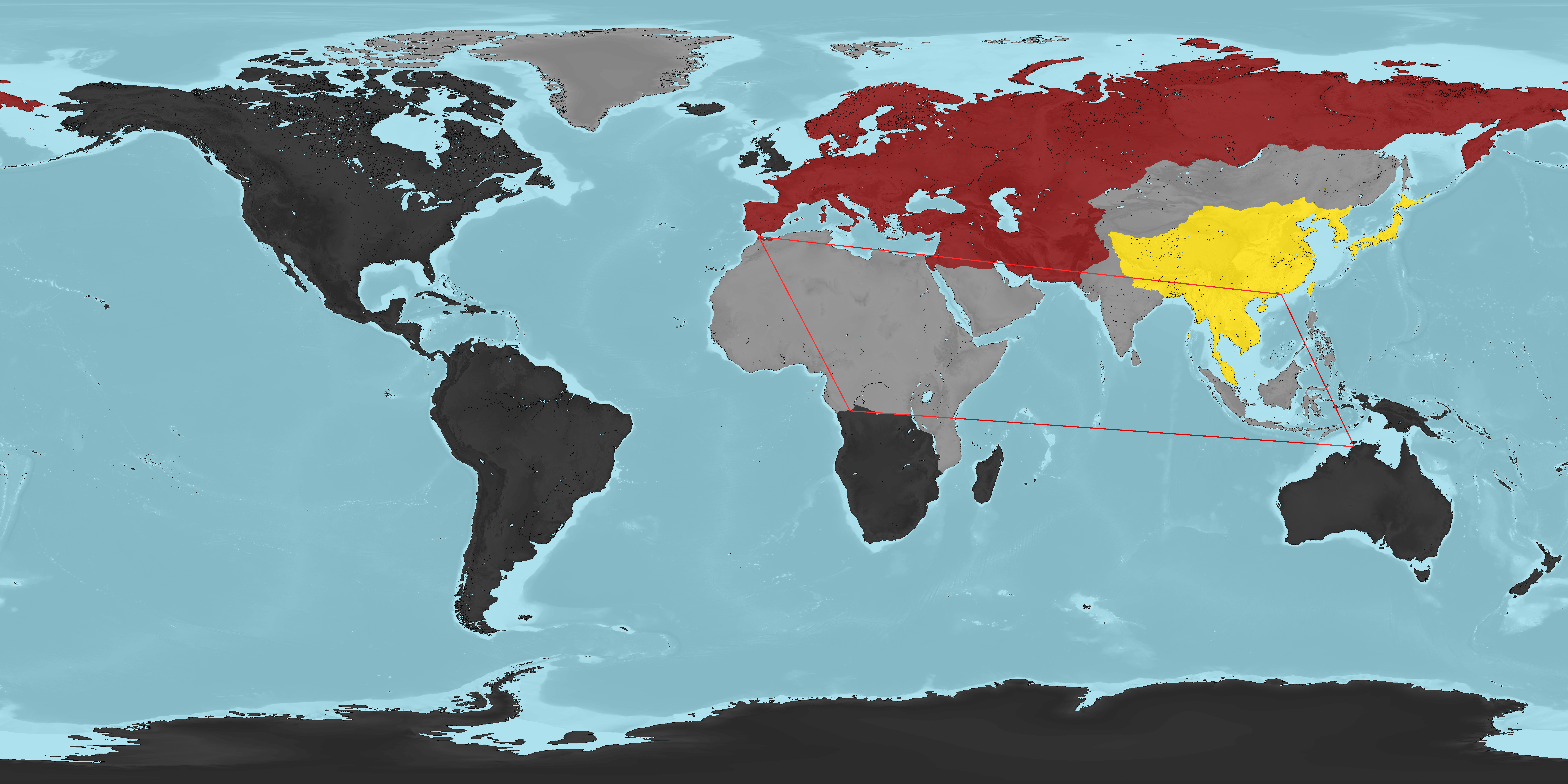
Os três superestados fictícios do romance distópico 1984 são Oceania (preto), Eurásia (vermelho) e Lestásia (amarelo). Os 'territórios disputados' estão indicados em cinza.

Três superestados totalitários em estado de guerra perpétua controlam o mundo descrito no romance:
- Oceania (ideologia: Ingsoc, conhecida anteriormente como Socialismo Inglês), cujos territórios centrais são "as Américas, as Ilhas Atlânticas, incluindo as Ilhas Britânicas, a Australásia e a porção sul da África".
- Eurásia (ideologia: Neobolchevismo), cujos territórios centrais são "toda a parte norte da massa terrestre europeia e asiática, de Portugal ao Estreito de Bering".
- Lestásia (ideologia: Obliteração do Eu, também conhecida como Adoração da Morte), cujos territórios centrais são "a China e os países ao sul dela, as ilhas japonesas, e uma grande porém instável porção da Manchúria, Mongólia e Tibete".

O estado de guerra perpétua é travado pelo controle das “áreas disputadas” situadas entre as fronteiras dos três superestados. A maioria dos territórios disputados formam "um quadrilátero aproximado com os seus cantos em Tânger, Brazzaville, Darwin e Hong Kong", incluindo a África Equatorial, o Norte de África, o Oriente Médio, o subcontinente indiano e a Indonésia. Os combates também ocorrem ao longo da instável fronteira entre a Eurásia e o Leste Asiático, em várias ilhas dos oceanos Índico e Pacífico, assim como no entorno do Polo Norte.
Ingsoc (Socialismo Inglês) é a ideologia e filosofia predominante da Oceania, e novilíngua é a língua oficial dos documentos oficiais. Orwell descreve a ideologia do partido como uma visão de mundo oligárquica que "rejeita e difama todos os princípios que o movimento socialista originalmente defendeu".

Eu não acredito que o tipo de sociedade que descrevo necessariamente chegará, mas acredito (considerando, é claro, o fato de o livro ser uma sátira) que algo parecido com ele poderá chegar...é um espetáculo. ..das perversões a que uma economia centralizada está sujeita e que já foram parcialmente realizáveis no comunismo e no fascismo.— George Orwell Carta a Francis A. Hanson

### Nacionalismo

Símbolo do Ingsoc (Socialismo Inglês), a ideologia política do superestado da Oceania

O livro expande os assuntos resumidos no ensaio de Orwell "Notas sobre o nacionalismo" em que ele debate a falta de vocabulário necessário para explicar os fenômenos não reconhecidos por trás de certas forças políticas. Em 1984, a linguagem artificial e minimalista do partido, chamada 'novilíngua', aborda o assunto.
- Nacionalismo positivo: O amor perpétuo dos oceanianos pelo Grande Irmão, por exemplo. Orwell argumenta no ensaio que ideologias como o neo-toryismo e o celtismo são definidas pelo seu sentimento obsessivo de lealdade a alguma entidade.
- Nacionalismo negativo: O ódio perpétuo dos oceanianos por Emmanuel Goldstein. Orwell argumenta no ensaio que ideologias como o trotskismo e o antissemitismo são definidas pelo seu ódio obsessivo a alguma entidade.
- Nacionalismo transferido: Quando o inimigo da Oceania muda, a multidão transfere instantaneamente o seu ódio para o novo inimigo. Orwell argumenta que ideologias, como o stalinismo,[47] e sentimentos redirecionados de animosidade racial e superioridade de classe entre intelectuais ricos exemplificam isso.

Em uma passagem do livro, o personagem O'Brien conclui: "O objeto da perseguição é a perseguição. O objeto da tortura é a tortura. O objeto do poder é o poder."

### Censura

Símbolo da Polícia do Pensamento

Uma das principais temáticas da obra de Orwell é a censura, especialmente no Ministério da Verdade, onde fotografias e arquivos públicos são manipulados para apagar desafetos do regime da história oficial. Nas teletelas, quase todos os números da produção industrial e agrícola são grosseiramente exagerados ou simplesmente fabricados para indicar uma economia em constante crescimento, mesmo em períodos em que a realidade é o oposto. Um pequeno exemplo da censura interminável é quando Winston é encarregado da tarefa de eliminar uma referência a uma não-pessoa em um artigo de jornal. Ele também escreve um artigo sobre o camarada Ogilvy, um membro inventado do partido que supostamente "demonstrou grande heroísmo ao saltar de um helicóptero no mar para que os despachos que carregava não caíssem em mãos inimigas".
O crime de pensamento descreve os pensamentos politicamente heterodoxos de uma pessoa, como crenças e dúvidas não ditas que contradizem os princípios do Ingsoc; assim, o partido controla o discurso, as ações e até os pensamentos dos cidadãos da Oceania. No uso contemporâneo, a expressão crime de pensamento descreve crenças que são contrárias às normas aceitas pela sociedade e é usada para descrever conceitos teológicos, como descrença e idolatria, além da rejeição de uma ideologia.

### Pobreza e desigualdade
Em contraste aos seus subordinados, a classe alta da sociedade oceânica reside em apartamentos limpos e confortáveis nos seus próprios alojamentos, com despensas bem abastecidas com alimentos como vinho, café, chá, leite e açúcar verdadeiros, que são negados à população em geral.
No entanto, apesar dos privilégios evidentes e de seu isolamento social, a classe alta não está isenta das restrições brutais de pensamento e comportamento do governo totalitário, mesmo quando as mentiras e a propaganda tenham origem em suas próprias fileiras. O governo da Oceania oferece à classe alta alguns “luxos” em troca de manterem a sua lealdade ao Estado; cidadãos rebeldes da classe alta ainda podem ser condenados, torturados e executados como qualquer outro indivíduo da população. "O Livro" deixa claro que as condições de vida da classe alta são apenas "relativamente" confortáveis e seriam consideradas "austeras" pelos membros da elite pré-revolucionária.
Os proletários vivem na pobreza e são mantidos distraídos com pornografia, uma loteria nacional cujos ganhos raramente são pagos e gim, que supostamente "não deveriam beber". Ao mesmo tempo, eles são mais livres e menos intimidados pelo Estado totalitário do que os membros das classes altas, visto que não é esperado que eles sejam particularmente patrióticos, sendo os níveis de vigilância a que estão sujeitos muito baixos; eles não têm teletelas em suas próprias casas, por exemplo. "O Livro" indica que, como a classe média, e não a classe baixa, tradicionalmente inicia revoluções, o modelo exige um controle rígido da classe média, com a neutralização de membros ambiciosos do Partido Externo através da promoção ao Partido Interno ou da chamada "reintegração" pelo Ministério do Amor, enquanto os proletários podem ter sua liberdade intelectual porque são considerados desprovidos de intelecto. Winston, no entanto, acredita que "o futuro pertencia ao proletariado".
O padrão de vida da população em geral é extremamente baixo. Os bens de consumo são escassos e aqueles disponíveis através dos canais oficiais do governo são de baixa qualidade; por exemplo, apesar do partido reportar regularmente um aumento na produção de botas, mais de metade da população da Oceania anda descalça. O partido afirma que a pobreza é um sacrifício necessário para o esforço de guerra e "O Livro" confirma que isto está parcialmente correto, uma vez que o propósito do estado de guerra perpétua é consumir o excedente da produção industrial.

## Motivos literários
1984 usa temas da vida na União Soviética e da vida durante a guerra no Reino Unido como fontes para muitas de suas temáticas. Após a primeira publicação estadunidense do livro, o produtor Sidney Sheldon escreveu a Orwell interessado em adaptar o romance para os palcos da Broadway. Orwell escreveu em uma carta a Sheldon (a quem venderia os direitos de palco nos Estados Unidos) que o seu objetivo básico em 1984 era imaginar as consequências do governo stalinista governar a sociedade britânica:
baseava-se principalmente no comunismo, porque essa é a forma dominante de totalitarismo, mas eu estava tentando principalmente imaginar como seria o comunismo se estivesse firmemente enraizado nos países de língua inglesa e não fosse mais uma mera extensão do Ministério das Relações Exteriores da Rússia.
De acordo com o biógrafo D. J. Taylor, o livro A Clergyman's Daughter (1935) tem "essencialmente o mesmo enredo de Mil novecentos e oitenta e quatro ... É sobre alguém que é espionado e oprimido por vastas forças exteriores e que nada pode fazer a respeito. Faz uma tentativa de rebelião e depois tem que se comprometer".

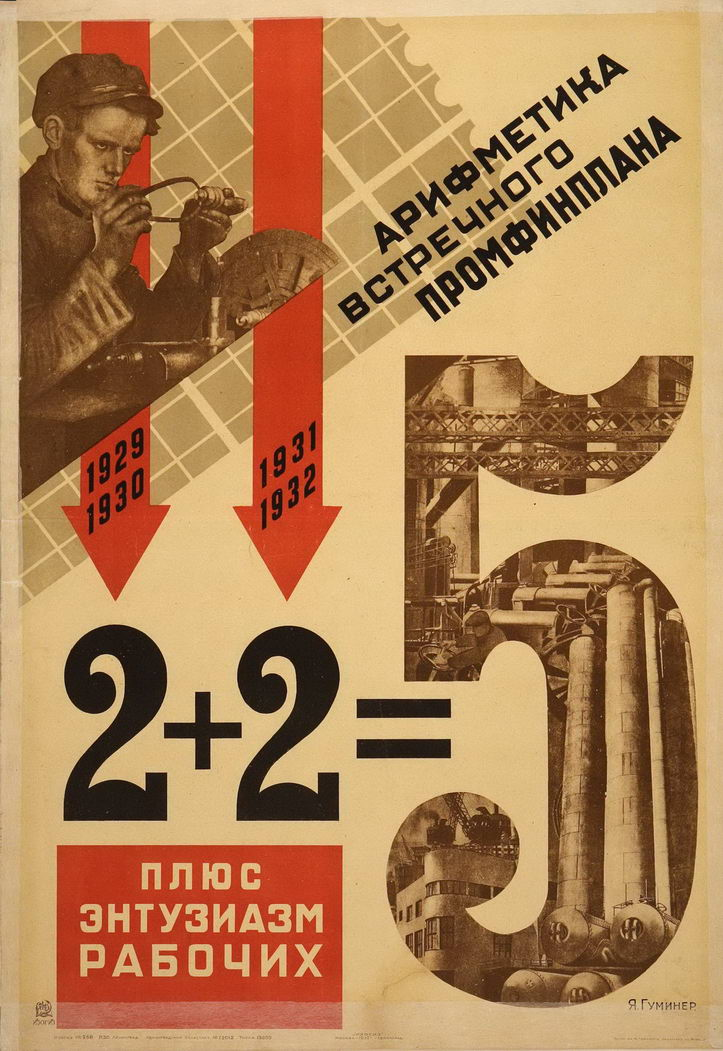
Um pôster de 1931 para o primeiro plano quinquenal da União Soviética, onde está escrito: "A aritmética de um contraplano industrial-financeiro: 2 + 2 mais o entusiasmo dos trabalhadores = 5".

A afirmação "2 + 2 = 5", usada para atormentar Winston Smith durante seu interrogatório, foi um slogan do Partido Comunista da União Soviética durante o período do segundo plano quinquenal, que encorajava o cumprimento do plano em quatro anos. O slogan era visto em luzes elétricas em fachadas de casas, paineis publicitários e outros lugares em Moscou.

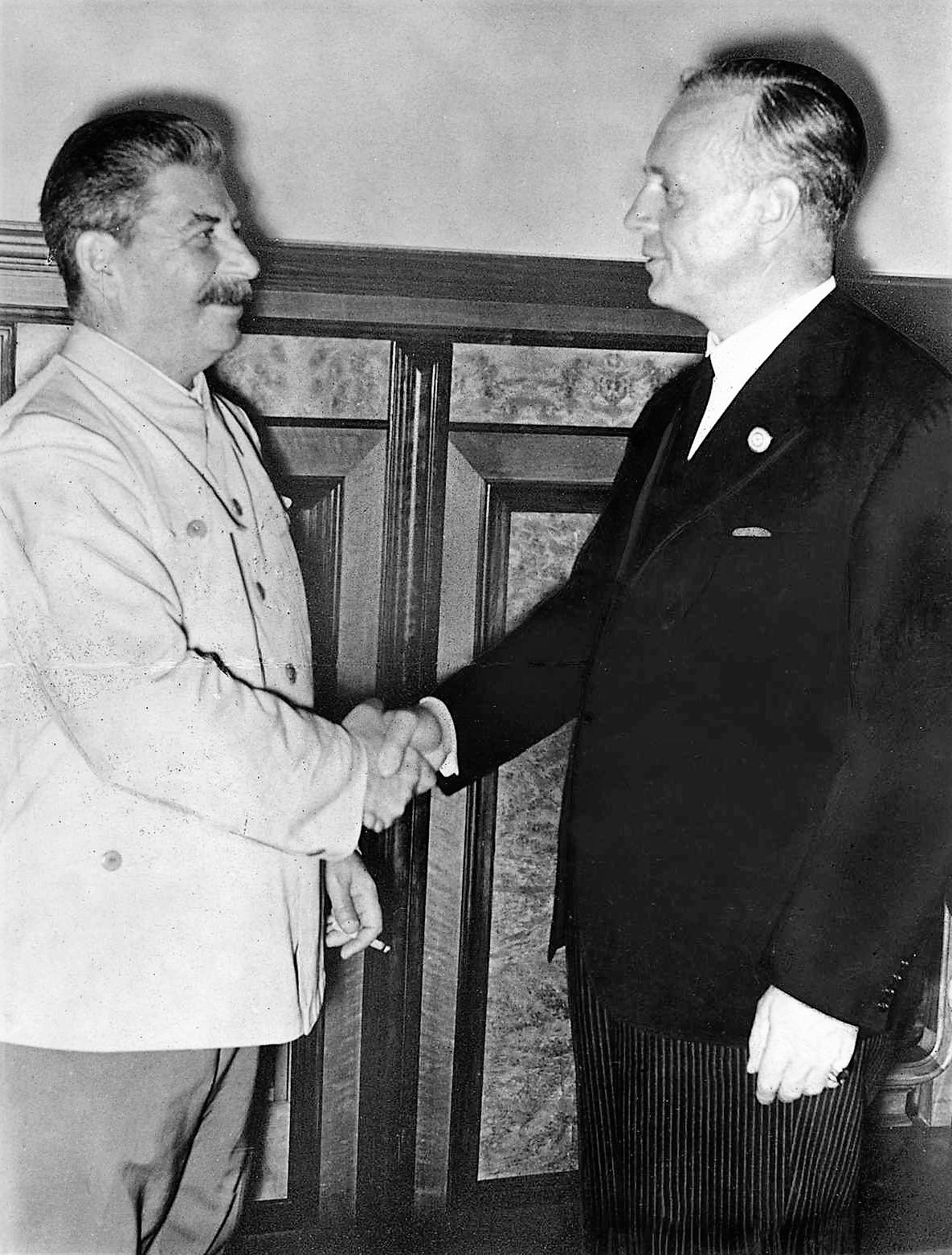
Stalin e Ribbentrop apertando as mãos após a assinatura do Pacto Nazi–Soviético em 23 de agosto de 1939.

A mudança na lealdade internacional da Oceania da Lestásia para a Eurásia e a subsequente reescrita da história oficial ("A Oceania estava em guerra com a Lestásia: a Oceania sempre esteve em guerra com a Lestásia. Uma grande parte da literatura política dos últimos cinco anos estava agora completamente obsoleta", capítulo 9) evoca as mudanças nas relações entre a União Soviética com a Alemanha Nazista, que faziam críticas públicas e veementes uma contra a outra até a assinatura do Tratado de Não-Agressão de 1939. Depois disto, nenhuma crítica aos nazistas passou a ser permitida na imprensa soviética – inclusive na maioria dos partidos comunistas não-russos – o que só encerrado em 1941, quando os nazistas invadiram a União Soviética. Em seus ensaios para Betrayal of the Left, obra publicada no ano de 1941, Orwell criticou o Partido Comunista da Grã-Bretanha por apoiar o tratado entre os nazistas e os soviéticos. "O pacto Hitler-Stalin de agosto de 1939 reverteu a política externa declarada pela União Soviética. Isto foi demais para muitos dos companheiros de viagem como Gollancz [editor ocasional de Orwell], que depositaram sua fé em uma estratégia de construção de governos de Frente Popular e no bloco de paz entre Rússia, Grã-Bretanha e França."
As imagens onipresentes do Grande Irmão, um homem descrito como tendo bigode, têm semelhanças com o culto à personalidade construído em torno de Josef Stalin, assim como a descrição de Emmanuel Goldstein evoca a imagem de Leon Trótski. As notícias na Oceania enfatizavam os números da produção, tal como acontecia na União Soviética, onde o estabelecimento de recordes nas fábricas (pelos "Heróis do Trabalho Socialista") era especialmente glorificado na propaganda estatal. O mais conhecido deles era Alexei Stakhanov, que supostamente estabeleceu um recorde na mineração de carvão em 1935. As torturas do Ministério do Amor evocam os procedimentos utilizados pelo NKVD soviético em seus interrogatórios. 
As confissões dos "criminosos do pensamento" Rutherford, Aaronson e Jones são baseadas nos julgamentos encenados dos anos 1930, que incluíram confissões forjadas dos proeminentes bolcheviques Nikolai Bukharin, Grigori Zinoviev e Lev Kamenev de que estavam sendo pagos pelo governo nazista para minar o regime soviético sob a orientação de Leon Trótski. Os eventos de “Ódios” (a "Semana de Ódio" e os "Dois Minutos de Ódio") foram inspirados nos comícios patrocinados pelos partido ao longo do período stalinista. Eram muitas vezes breves palestras estimulantes dadas aos trabalhadores antes do início dos seus turnos (Dois Minutos de Ódio), mas também podiam durar dias, como nas celebrações anuais do aniversário da Revolução de Outubro (Semana do Ódio).
O bombardeio aleatório da Pista de Pouso Nº Um é baseado no bombardeio aéreo de Londres pelas bombas Buzz e pelo foguete V-2 nazistas entre os anos de 1944 e 1945, durante a Segunda Guerra Mundial. A música "Under the Spreading Chestnut Tree" ("Sob o castanheiro espalhado, eu te vendi e você me vendeu") foi baseada em uma antiga canção inglesa chamada "Go no more a-rushing" ("Sob o castanheiro espalhado, Onde me ajoelhei, Estávamos tão felizes quanto poderíamos estar, 'Debaixo do extenso castanheiro."), publicada em 1891. A canção era uma popular em acampamentos na década de 1920. Glenn Miller gravou a música em 1939.
Orwell ficcionalizou os conceitos de "novilíngua", "duplipensar" e "Ministério da Verdade" com base tanto na imprensa soviética quanto no uso do vocabulário britânico durante a guerra. Em particular, ele adaptou o discurso ideológico soviético construído para garantir que as declarações públicas não pudessem ser questionadas. As "Ordens do Dia" do Grande Irmão foram inspiradas nas ordens regulares de Stalin durante a guerra, chamadas pelo mesmo nome. Tal como as Ordens do dia do Grande Irmão, os indivíduos heróicos frequentemente elogiados por Stalin, como o camarada Ogilvy, o herói fictício que Winston Smith inventou durante o seu trabalho no Minisério da Verdade para fabricar uma "Ordem do Dia" do Grande Irmão. O slogan do Ingsoc, “Nossa vida nova e feliz”, repetido nas teletelas, evoca a declaração de Stalin de 1935, que se tornou um slogan do Partido Comunista da União Soviética: “A vida tornou-se melhor, camaradas; a vida tornou-se mais alegre”.
O escritor argentino Jorge Luis Borges publicou a obra "Tlön, Uqbar, Orbis Tertius" em 1940, onde descreve a invenção de um mundo que procurava refazer a linguagem e a realidade humanas por meio de uma "sociedade secreta benevolente". A história termina com um apêndice que descreve o sucesso do projeto. A história de Borges aborda temas semelhantes aos de 1984, como epistemologia, linguística e história.
Orwell acreditava que a democracia britânica tal como existia antes de 1939 não sobreviveria após a Segunda Guerra Mundial. A questão é: "Isso terminaria por meio de um golpe de Estado fascista vindo de cima ou por meio de uma revolução socialista vinda de baixo?" Posteriormente, Orwell admitiu que os acontecimentos provaram que ele estava errado: "O que realmente importa é que caí na armadilha de presumir que 'a guerra e a revolução são inseparáveis'."
No seu ensaio de 1946 intitulado "Por que escrevo", Orwell explica que as obras sérias que escreveu desde a Guerra Civil Espanhola (1936-39) foram "escritas, direta ou indiretamente, contra o totalitarismo e a favor do socialismo democrático". Mil novecentos e oitenta e quatro é um conto de advertência sobre a revolução traída por defensores totalitários, o que já havia sido proposto anteriormente em Homage to Catalonia (1938) e Animal Farm (1945), enquanto Coming Up for Air (1939) celebra as liberdades pessoais e políticas perdidas em Mil novecentos e oitenta e quatro (1949).
Outras influências incluem Darkness at Noon (1940) e The Yogi and the Commissar (1945) de Arthur Koestler; O Tacão de Ferro (1908) de Jack London; 1920: Mergulhos no Futuro Próximo de John A. Hobson; Admirável Mundo Novo (1932) de Aldous Huxley; Nós (1921), de Evgeni Zamiatin, que ele revisou em 1946; e The Managerial Revolution (1940), de James Burnham, prevendo uma guerra perpétua entre três superestados totalitários. Orwell disse a Jacintha Buddicom que escreveria um romance estilisticamente como A Modern Utopia (1905) de H.G. Wells.
O termo "Socialismo Inglês" já havia sido abordado nos escritos de Orwell durante a Segunda Guerra Mundial; no ensaio “O Leão e o Unicórnio: Socialismo e o Gênio Inglês”, de 1941, ele disse que “a guerra e a revolução são inseparáveis... o fato de estarmos em guerra fez com que o socialismo deixasse de ser uma palavra dos livros para se tornar uma política realizável" - já que o obsoleto sistema de classes sociais britânico impedia o esforço de guerra necessário e apenas uma economia socialista conseguiria derrotar Adolf Hitler. Dada a compreensão disto pela classe média, eles tolerariam uma revolução socialista contra a qual apenas os reacionários britânicos se oporiam, limitando assim a força que os revolucionários precisariam ter para conseguir tomar o poder do país. Surgiria assim um socialismo inglês que “nunca perderá o contato com a tradição do compromisso e a crença em uma lei que está acima do Estado. Atirará nos traidores, mas lhes dará um julgamento solene de antemão e ocasionalmente os absolverá. Esmagará qualquer revolta aberta imediata e cruelmente, mas interferirá muito pouco na palavra falada e escrita."

## Traduções

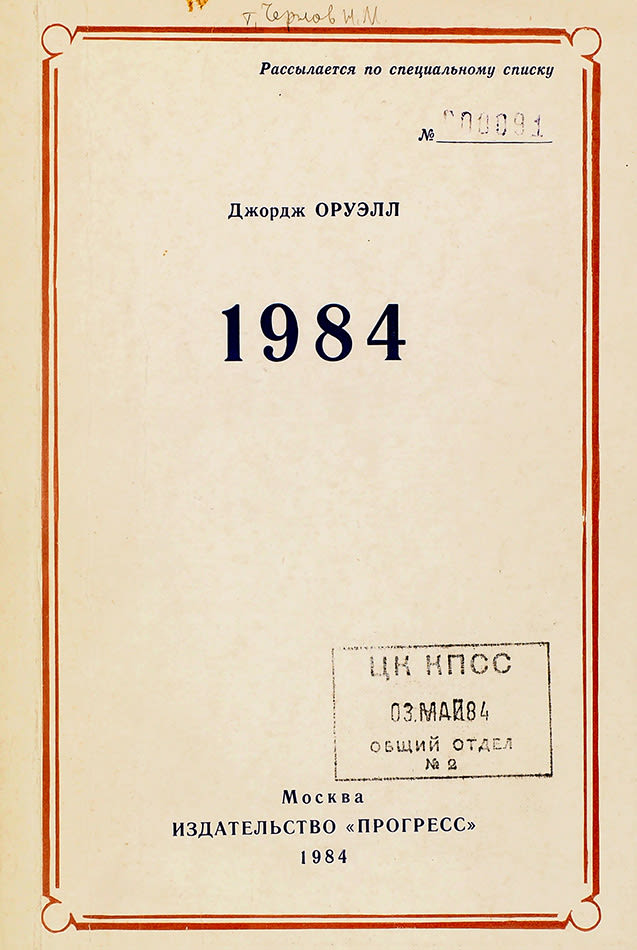
Versão em russo de Mil novecentos e oitenta e quatro publicada na União Soviética em 1984. Uma edição limitada, apenas para membros do Comitê Central do Partido Comunista da União Soviética.

Até 1988, o romance foi proibido na União Soviética, quando a primeira versão em russo ficou disponível publicamente no país, traduzida por Vyacheslav Nedoshivin, foi publicada no Kodry, um jornal literário da Moldávia Soviética. Em 1989, também foi publicada outra versão em russo, traduzida por Viktor Golyshev. Fora da União Soviética, entretanto, a primeira versão em língua russa foi publicada em uma série na revista de emigrados Grani em meados dos anos 1950 e depois republicada no formato de livro em 1957 em Frankfurt. Outra versão russa, traduzida por Sergei Tolstoy a partir da versão francesa, foi publicada em Roma em 1966. Estas traduções foram contrabandeadas para a União Soviética e se tornaram bastante populares entre dissidentes do regime. Algumas traduções publicadas clandestinamente também apareceram em território soviético. Por exemplo, o filósofo soviético Evald Ilienkov traduziu o romance da versão alemã para uma versão russa.
Para a elite soviética, já em 1959, de acordo com a ordem do Departamento Ideológico do Comitê Central do Partido Comunista da União Soviética, os Editores de Literatura Estrangeira publicaram secretamente uma versão russa do romance exclusiva para os altos funcionários do Partido Comunista.
Na República Popular da China, a primeira versão em chinês simplificado, traduzida por Dong Leshan, foi publicada em 1979 em uma série no periódico Traduções Selecionadas de Literatura Estrangeira, publicação voltada para altos funcionários e intelectuais considerados politicamente confiáveis pelo regime comunista chinês. Em 1985, a versão chinesa foi publicada de maneira restrita pela editora Huacheng. O livro foi disponibilizado pela primeira vez ao público em geral em 1988, pela mesma editora. Amy Hawkins e Jeffrey Wasserstrom do The Atlantic afirmaram em 2019 que o livro está amplamente disponível na China continental por vários motivos: o público em geral em geral não lê mais livros; as elites que leem livros sentem-se, de qualquer forma, ligadas ao partido no poder; e o Partido Comunista considera que ser muito agressivo no bloqueio de produtos culturais é arriscado. Os autores declararam: "Foi - e continua sendo - tão fácil comprar 1984 e Animal Farm em Shenzhen ou Xangai quanto em Londres ou Los Angeles." E também afirmaram que "A suposição não é que o povo chinês não perceba o significado de 1984, mas que o pequeno número de pessoas que se preocuparão em lê-lo não representará uma grande ameaça" ao regime. O jornalista britânico Michael Rank argumentou que é apenas porque o romance se passa em Londres e é escrito por um estrangeiro que as autoridades chinesas acreditam que não tem relação com a China.
Até o ano de 1989, o livro 1984 foi traduzido para 65 idiomas, mais do que qualquer outro romance em língua inglesa até então.

## Recepção

### Crítica
Quando foi publicado, muitos críticos estadunidenses interpretaram o livro como uma declaração sobre as políticas socialistas do primeiro-ministro britânico Clement Attlee ou sobre as políticas de Josef Stalin na União Soviética. Attlee, que foi primeiro-ministro entre os anos de 1945 e 1951, implementou amplas reformas sociais e mudanças econômicas após a Segunda Guerra Mundial. O líder sindical estadunidense Francis A. Hanson queria recomendar o livro aos seus membros, mas estava preocupado com algumas das críticas que recebeu, então Orwell escreveu-lhe uma carta onde descreveu seu livro como uma sátira e disse:
Ao longo de sua história de publicação, 1984 foi banido ou legalmente considerado como subversivo ou ideologicamente corrupto, como os romances distópicos Nós (1924) de Evgeni Zamiatin, Admirável Mundo Novo (1932) de Aldous Huxley, Escuridão ao meio-dia (1940) de Arthur Koestler, Kallocain (1940) de Karin Boye, e Fahrenheit 451 (1953) de Ray Bradbury.
Segundo Czesław Miłosz, um desertor da Polônia stalinista, o livro de Orwell também impressionou por detrás da Cortina de Ferro. No livro The Captive Mind, de 1953, Milosz afirmou que "poucos se familiarizaram com o 1984 de Orwell porque é difícil de obter e perigoso de possuir, sendo conhecido apenas por alguns membros do Partido Interno. Orwell os fascina por meio do seu entendimento de detalhes que eles conhecem bem... Mesmo aqueles que conhecem Orwell apenas por ouvir dizer ficam surpresos que um escritor que nunca viveu na Rússia tenha uma percepção tão aguçada de sua vida." O escritor Christopher Hitchens chamou isso de "um dos maiores elogios que um escritor já fez a outro.":54–55
Em 5 de novembro de 2019, a BBC classificou 1984 em sua lista "100 romances mais influentes". Mil novecentos e oitenta e quatro ficou em terceiro lugar na lista dos "Top Check Outs Of All Time" da Biblioteca Pública de Nova York. A obra entrou em domínio público em 1º de janeiro de 2021, 70 anos após a morte de Orwell, na maior parte do mundo. O livro, no entanto, ainda está protegido por direitos autorais nos Estados Unidos até 95 anos após a publicação, ou seja, até o ano de 2044.

## Impacto cultural
O efeito de Mil novecentos e oitenta e quatro na língua inglesa é extenso; os conceitos de Grande Irmão, Sala 101, Polícia do Pensamento, crime de pensamento, não pessoa, buraco de memória (esquecimento), duplipensamento (manter e acreditar simultaneamente em crenças contraditórias) e novilíngua (linguagem ideológica) tornaram-se frases comuns para denotar qualquer autoridade totalitária. O duplo discurso e o pensamento de grupo são elaborações deliberadas do duplo pensamento e o adjetivo "orwelliano" passou a ser usado para apontar algo semelhante aos escritos de Orwell, especialmente a obra Mil novecentos e oitenta e quatro. Orwell está perpetuamente associado a 1984; em julho de 1984, um asteroide foi descoberto por Antonín Mrkos e recebeu o nome de Orwell.

### Adaptações

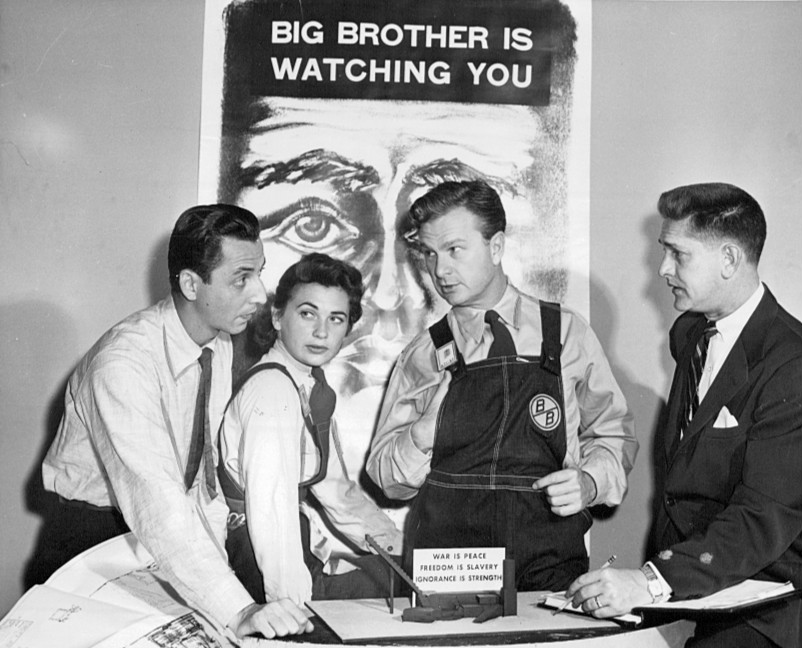
Studio One da CBS em setembro de 1953, a primeira adaptação da obra para a televisão

No mesmo ano da publicação do romance, uma adaptação radiofônica de uma hora foi ao ar na rede de rádio NBC dos Estados Unidos como parte da série NBC University Theatre. A primeira adaptação para a televisão apareceu como parte da série Studio One da CBS em setembro de 1953. A BBC Television transmitiu uma adaptação de Nigel Kneale em dezembro de 1954. A primeira adaptação para o cinema, 1984, foi lançada em 1956. Uma segunda adaptação para longa-metragem, também intitulada 1984, foi uma adaptação razoavelmente fiel ao romance lançada em 1984. A história foi adaptada várias outras vezes para rádio, televisão e cinema, além de teatro (um musical e uma peça), ópera e balé.

### Cultura popular

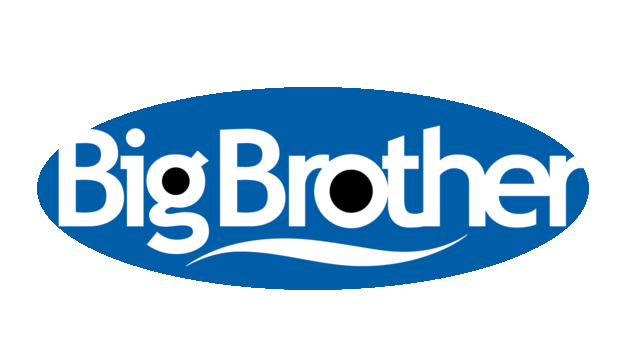
Logo internacional do reality show Big Brother

As referências aos temas, conceitos e enredo do livro 1984 têm aparecido com frequência em outras obras artísticas, especialmente na música popular e no entretenimento em vídeo. Um exemplo disto é o reality show de sucesso mundial intitulado Big Brother, no qual um grupo de pessoas vive junto em uma grande casa, isolado do mundo exterior, mas continuamente assistido por câmeras de televisão.

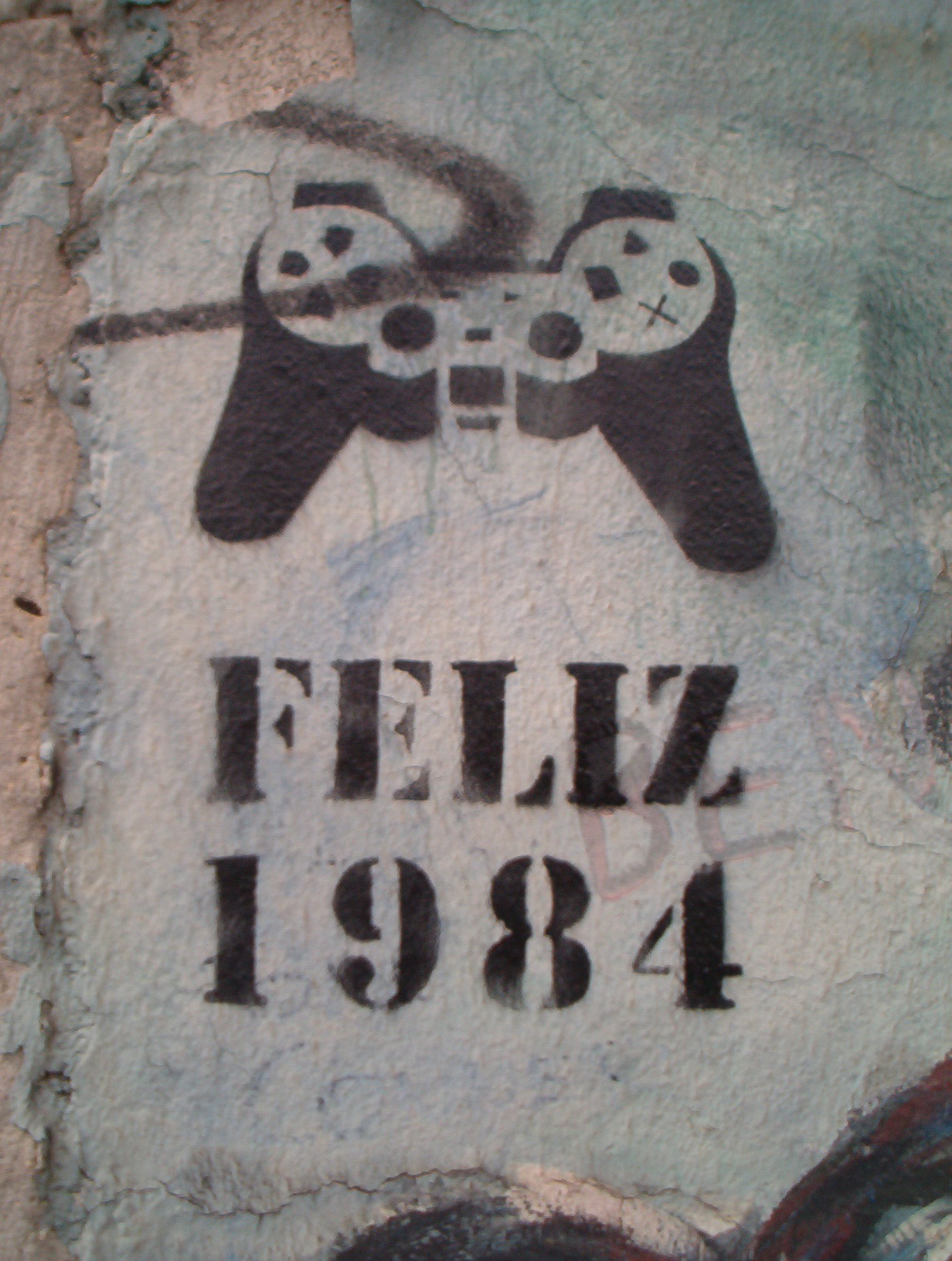
Grafito de estêncil escrito "Feliz 1984", denotando o controle da mente por meio de um controle de PlayStation, em uma peça do Muro de Berlim, 2005

Em 1955, um episódio do The Goon Show da BBC, 1985, foi transmitido, escrito por Spike Milligan e Eric Sykes e baseado na adaptação televisiva de Nigel Kneale. Foi regravado cerca de um mês depois com o mesmo roteiro, mas com um elenco ligeiramente diferente.
Em 1974, David Bowie lançou o álbum Diamond Dogs, que se acredita ser vagamente baseado no romance Mil novecentos e oitenta e quatro. Inclui as faixas "We Are The Dead", "1984" e "Big Brother". Antes do álbum ser feito, o empresário de Bowie (MainMan) havia planejado que ele e Tony Ingrassia (consultor criativo do MainMan) co-escrevessem e dirigissem uma produção musical da obra de Orwell, mas a viúva do escritor se recusou a dar os direitos ao MainMan. Em 1977, a banda de rock britânica The Jam lançou o álbum This Is the Modern World, que inclui a faixa "Standards" de Paul Weller. A canção termina com a letra “...e a ignorância é a força, temos Deus do nosso lado, olha, você sabe o que aconteceu com o Winston”.
Em 1984, Ridley Scott dirigiu um comercial de televisão, “1984”, para lançar o computador Macintosh da Apple. O anúncio dizia: “1984 não será como 1984”, sugerindo que o Apple Mac estaria livre do Grande Irmão, ou seja, do IBM PC. Um episódio de Doctor Who, chamado "The God Complex", retrata uma nave alienígena disfarçada de hotel com espaços semelhantes ao Quarto 101 e também, assim como no romance, cita a canção infantil "Oranges and Lemons". O episódio de duas partes Chain of Command on Star Trek: The Next Generation tem algumas semelhanças com o romance.
O single "2 + 2 = 5" do Radiohead de 2003, de seu álbum Hail to the Thief, é orwelliano em seu título e conteúdo. Thom Yorke afirma: "Eu estava ouvindo muitos programas políticos na BBC Radio 4. Eu me peguei escrevendo pequenas frases sem sentido, aqueles eufemismos orwellianos que [os governos britânico e estadunidense] tanto gostam. Eles se tornaram o pano de fundo do registro." Em setembro de 2009, a banda inglesa de rock progressivo Muse lançou The Resistance, que incluía músicas influenciadas por 1984. Na autobiografia de Marilyn Manson, The Long Hard Road Out of Hell, ele afirma: "Fiquei completamente aterrorizado com a ideia do fim do mundo e do Anticristo. Então fiquei obcecado por isso... lendo livros proféticos como ...1984 de George Orwell..." A banda britânica Bastille faz referência ao romance em sua música "Back to the Future", a quinta faixa de seu álbum de 2022, Give Me the Future, na letra de abertura: "Parece que dançamos em um pesadelo/Estamos vivendo em 1984/Se o duplipensar não for mais ficção/Sonharemos com as costas da Ilha de Huxley." Em 2020, a banda estadunidense The Used lançou uma música com o nome "1984" em seu álbum Heartwork.
Em novembro de 2012, o governo dos Estados Unidos argumentou perante a Suprema Corte dos EUA que poderia continuar a utilizar o rastreamento de indivíduos por meio de GPS sem solicitar mandado judicial. Em resposta, o juiz Stephen Breyer questionou o significado disso para uma sociedade democrática: "Se você ganhar este caso, então não há nada que impeça a polícia ou o governo de monitorar 24 horas por dia o movimento público de todos os cidadãos dos Estados Unidos. Então, se você vencer, de repente produzirá o que parece ser Mil novecentos e oitenta e quatro..."
O livro aborda a invasão de privacidade e a vigilância onipresente. Em 2013, foi divulgado que a NSA tem monitorizado e armazenado secretamente o tráfego global da Internet, incluindo a recolha de dados em massa de e-mails e chamadas telefônicas, o que fez as vendas de Mil novecentos e oitenta e quatro aumentarem até sete vezes na primeira semana após o fato vir a público. O livro novamente liderou as paradas de vendas da Amazon.com em 2017, após uma polêmica envolvendo Kellyanne Conway, conselheira do então presidente Donald Trump, usar a frase “fatos alternativos” para explicar discrepâncias com a mídia.

## Comparaçõesdo Admirável Mundo Novo
Depois de ler 1984, Huxley enviou uma carta a Orwell em outubro de 1949 na qual argumentava que seria mais eficiente para os governantes permanecerem no poder pelo toque mais suave, permitindo que os cidadãos buscassem o prazer para controlá-los, em vez de usar a força bruta. Ele escreveu:
Parece duvidoso que, na realidade, a política de bota na cara possa continuar indefinidamente. A minha convicção é que a oligarquia dominante encontrará formas menos árduas e dispendiosas de governar e de satisfazer a sua sede de poder e essas formas serão semelhantes às que descrevi em Admirável Mundo Novo.

 ...

 Na próxima geração, acredito que os governantes mundiais descobrirão que o condicionamento infantil e a narco-hipnose são mais eficientes como instrumentos de governo, do que os porretes e as prisões, e que o desejo de poder pode ser completamente satisfeito sugerindo-se às pessoas que adorem sua servidão do que açoitá-las e chutá-las para que obedecessem.
Nas décadas desde a publicação de 1984, houve inúmeras comparações com Admirável Mundo Novo de Huxley, que havia sido publicado 17 anos antes, em 1932. Ambas as obras são previsões de sociedades dominadas por um governo central autoritário e ambas se baseiam em tendências de suas respectivas épocas. No entanto, os membros da classe dominante de 1984 usam força brutal, tortura e controle mental severo para manter a população sob controle, enquanto os governantes de Admirável Mundo Novo controlam seus cidadãos por meio de drogas, hipnose, condicionamento genético e distrações prazerosas. Sobre a censura, em 1984 o governo controla rigidamente as informações para manter a população na linha, mas no mundo de Huxley, tanta informação é publicada que os leitores não sabem quais informações são relevantes e quais podem ser desconsideradas.
Elementos de ambos os romances podem ser vistos nas sociedades modernas, com a visão de Huxley sendo mais dominante no Ocidente e a visão de Orwell mais prevalente em ditaduras, incluindo aquelas em países com governos autodenominados comunistas (como a China e a Coreia do Norte), conforme é apontado em ensaios que comparam os dois romances, incluindo Admirável Mundo Novo Revisitado, do próprio Huxley.
Comparações com romances distópicos posteriores como The Handmaid's Tale, Virtual Light, The Private Eye e The Children of Men também foram feitas.